# Rifiani
I rifiani sono un gruppo etnico berbero originario della zona del Rif nel nord del Marocco. La lingua madre dei rifiani è tarifit, una delle tre principali varianti di berbero parlate in Marocco. A partire dal XX secolo si sono costituite comunità rifiane in Algeria, Spagna, Paesi Bassi, Belgio, Francia e Germania.

Bandiera della Repubblica del Rif (1921-1926)

## Lingua
I rifiani parlano la lingua tarifit, variante della lingua berbera.

## Tribù
- Ait Ouriaghel nella regione di Ajdir
- Gzennaya, intorno Aknoul
- Galiya, nella regione di Melilla
- Aith Amart, a sud di Aith Ouriaghel
- Targuist, a sud-est di Aith Ouriaghel
- Aith Said
- Aith Bu Yahi
- Metalsa
- Aith Ulishk
- Tafersit
- Aith Tuzin
- Temsaman
- Aith Amart
- Bokoya
- Aith Itteft
- Aith Bu Frah
- Mestassa
- Mtiwa
- Beni Guemil